# Attizismus
Attizismus bedeutet wörtlich eine Bevorzugung der Athener oder der reinen attischen (griechischen) Sprache. Im engeren Sinne bezeichnet man mit Attizismus eine Bewegung in der Rhetorik, die in der Mitte des 1. Jahrhunderts v. Chr. begann.
Die Wurzeln des Attizismus im weiteren Sinne reichen zurück bis in die Anfänge des Hellenismus, sein Ursprung liegt auf den Gebieten der Grammatik und der Philologie. Nach dem Tod Alexanders des Großen begann man in Pergamon und Alexandria, die Literatur und Dichtung der vergangenen Jahrhunderte philologisch zu bearbeiten, wobei sich bald die Empfindung einstellte, dass die kulturellen Leistungen des 5. und 4. Jahrhunderts v. Chr. über die zeitgenössischen zu stellen seien. Die attischen Autoren aus dieser Zeit wurden von alexandrinischen Grammatikern daraufhin im Canon Alexandrinus zusammengestellt, wodurch sie bald als beispielhaft angesehen wurden, ihr Wortschatz und Sprachgebrauch normativen Charakter bekam: Die Nachahmung der attischen Muster wurde zum Stil, mit dem abzusehenden Ergebnis, dass die literarische Sprache in einen Klassizismus mündete und sich bald im Gegensatz zur sich fortentwickelnden Umgangssprache (Koine) befand, deren Basis seit dem Beginn des Hellenismus der attische Dialekt war, und aus der sich später das Mittelgriechische entwickelte.
Der Attizismus wurde zum Programm, als er im 1. Jahrhundert v. Chr. in der Rhetorik in eine Gegenposition zum aus den Griechenstädten Kleinasiens stammenden Asianismus geriet. Nachdem der Stil dieser hellenistischen, sophistischen Rhetorik als zu hochgestochen wahrgenommen wurde, wurde der Ruf nach einer Rückkehr zu den schlichten und sachlichen Ansätzen laut, die sich schnell in den Positionen des Attizismus fanden: Dem kranken asianischen Stil wurde der gesunde attizistische (besonders der des Lysias) entgegengesetzt.
Wesentliche Vertreter des Attizismus waren in Rom Gaius Licinius Macer Calvus (82–47 v. Chr.), der sogar den Stil Ciceros (der sich in seinem Brutus mit dem Asianismus und dem Attizismus auseinandersetzte) als wortreich und künstlich bezeichnete, und dem hier die sogenannten Jungattiker folgten, in Griechenland Dionysios von Halikarnassos (1. Jahrhundert v. Chr.) und später Lukian von Samosata (120–180), wobei insbesondere letzterer dazu beitrug, dass der Attizismus bis in die Renaissance überlebte. Obwohl die ursprünglich einfachere Sprache des Attizismus irgendwann ebenso verfeinert wurde wie die Reden, die er zu ersetzen versuchte, blieb er doch in der gesamten griechischen Welt allgemein verständlich, was wesentlich dazu beitrug, die kulturellen Verbindungen im Mittelmeerraum und darüber hinaus zu erhalten.
Die Auseinandersetzung zwischen Attizismus und Asianismus wurde in der frühen Kaiserzeit durch Nachfolgekämpfe zwischen moderner und archaisierender Redekunst fortgesetzt, wobei letztere im 2. Jahrhundert einen Archaismus in der Literatur erzeugte, der vor allem bei Marcus Cornelius Fronto, dem Erzieher der Kaiser Marcus Aurelius und Lucius Verus, deutlich wird.